# Калто
Ка̀лто (на италиански и на венециански: Calto) е село и община в Северна Италия, провинция Ровиго, регион Венето. Разположено е на 11 m надморска височина. Населението на общината е 764 души (към 2014 г.).